# Рэтик (лунный кратер)
Кратер Рэтик (лат. Rhaeticus) — крупный ударный кратер в области юго-восточного побережья Залива Центральный на экваторе видимой стороны Луны. Название присвоено в честь немецкого математика и астронома Георга Иоахима фон Ретика (1514—1576) и  утверждено Международным астрономическим союзом в 1935 г. 

## Описание кратера

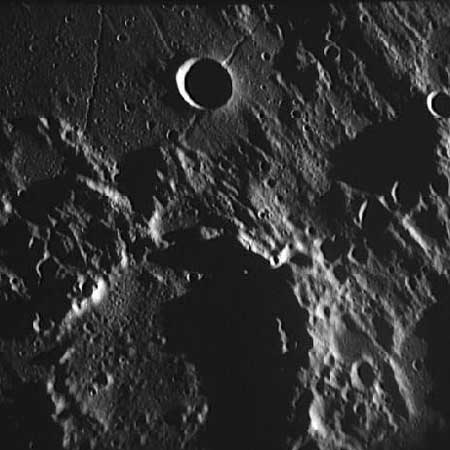
Снимок кратера Рэтик с борта Аполлона-10.

Ближайшими соседями кратера Рэтик являются кратер Блэгг на западе-северо-западе; кратер Триснеккер на севере-северо-западе; кратер Дембовский на северо-востоке; кратер Ладе на востоке-юго-востоке; кратер Пикеринг на юго-востоке и кратер Зелигер на юго-западе. На северо-западе от кратера расположен Залив Центральный; на севере борозды Триснеккера; на западе-юго-западе —  борозда Оппольцера. Селенографические координаты центра кратера 0°02′ с. ш. 4°55′ в. д. / 0,03° с. ш. 4,92° в. д., диаметр 44,4 км, глубина 1200 м.
Кратер имеет полигональную форму, несколько вытянут в направлении север-юг и значительно разрушен. Вал сглажен и прорезан многочисленными долинами, особенно в северной части, в южной части имеет седловатое понижение. Лучше всего сохранилась восточная часть вала. От северо-восточной части вала в восточном-северо-восточном направлении тянется цепочка кратеров. Дно чаши относительно ровное, с многочисленными отдельно стоящими невысокими холмами.

## Сателлитные кратеры

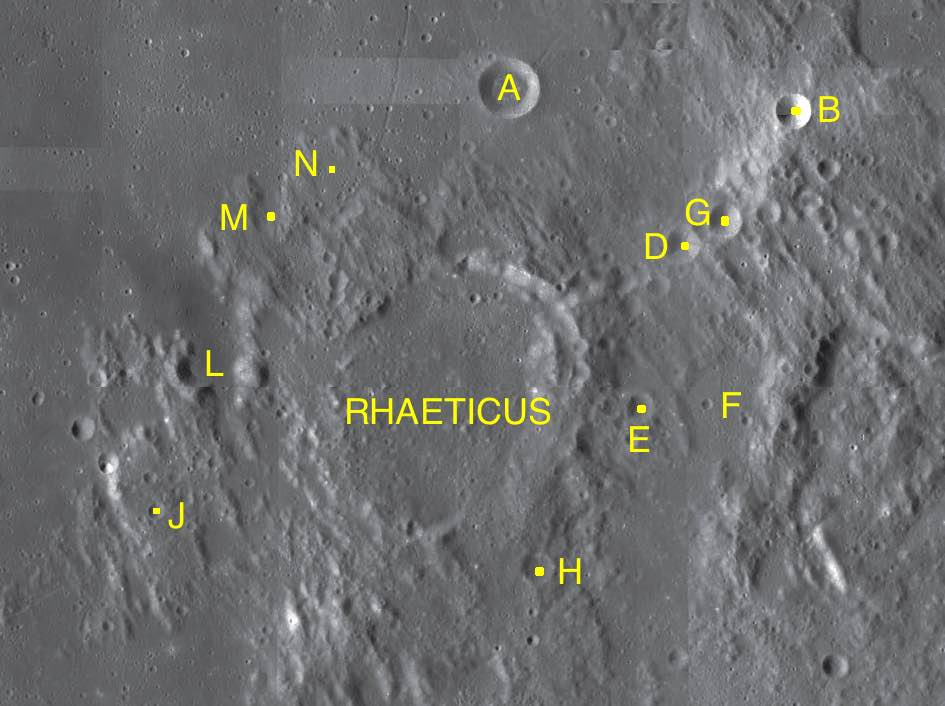
Фрагменты карт LAC-59, LAC-77.

| Рэтик | Координаты                                        | Диаметр, км |
| ----- | ------------------------------------------------- | ----------- |
| A     | 1°44′ с. ш. 5°11′ в. д. / 1,73° с. ш. 5,18° в. д. | 10,5        |
| B     | 1°36′ с. ш. 6°48′ в. д. / 1,6° с. ш. 6,8° в. д.   | 6,3         |
| D     | 0°50′ с. ш. 6°10′ в. д. / 0,84° с. ш. 6,17° в. д. | 6,1         |
| E     | 0°07′ ю. ш. 5°56′ в. д. / 0,12° ю. ш. 5,93° в. д. | 5,0         |
| F     | 0°04′ ю. ш. 6°26′ в. д. / 0,06° ю. ш. 6,44° в. д. | 18,4        |
| G     | 0°58′ с. ш. 6°25′ в. д. / 0,97° с. ш. 6,41° в. д. | 5,5         |
| H     | 1°02′ ю. ш. 5°20′ в. д. / 1,03° ю. ш. 5,34° в. д. | 5,6         |
| J     | 0°43′ ю. ш. 3°11′ в. д. / 0,71° ю. ш. 3,18° в. д. | 2,8         |
| L     | 0°12′ с. ш. 3°29′ в. д. / 0,2° с. ш. 3,48° в. д.  | 13,8        |
| M     | 1°01′ с. ш. 3°49′ в. д. / 1,02° с. ш. 3,81° в. д. | 7,3         |
| N     | 1°11′ с. ш. 4°13′ в. д. / 1,19° с. ш. 4,21° в. д. | 12,4        |

## См.также
- Список кратеров на Луне
- Лунный кратер
- Морфологический каталог кратеров Луны
- Планетная номенклатура
- Селенография
- Минералогия Луны
- Геология Луны
- Поздняя тяжёлая бомбардировка